# Brígida Salas
Brígida Salas Estrada (n. Quito -  f. en 1899) fue una pintora ecuatoriana del siglo XIX.

## Biografía
Conocida también como “Beata Salas”, realizó su formación artística en la Escuela de Bellas Artes de Quito, donde después fue profesora destacada desde 1865 hasta 1872 y además figuró como la única directora mujer durante el período 1868-1871.
Su rama familiar se relaciona con pintores como su padre Antonio Salas Avilés y su hermano Alejandro Salas. Sus obras artísticas son reconocidas en el mundo artístico por la técnica de claroscuro y cuadros religiosos.
A finales del siglo XIX, Brígida y su hermana Gertrudis usaron como vivienda-taller lo que actualmente es el Museo de acuarela y dibujo Muñoz Mariño, ubicado en el tradicional barrio de San Marcos. Algunas de las reproducciones artísticas se encuentran en la Iglesia de Santo Domingo, de Quito.

## Obras
Entre sus obras se destacan:
- La Orden de Predicadores en el Asia[8]
- Virgen de las Lajas (óleo sobre piedra)[9]

## Reconocimientos
- Una calle de Quito fue nombrada en su memoria.